# 1593
1593 (MDXCIII) je bilo navadno leto, ki se je po gregorijanskem koledarju začelo na petek, po 10 dni počasnejšem julijanskem koledarju pa na ponedeljek.

## Dogodki
- Turki so premagani v bitki pri Sisku

## Rojstva
- 3. april - George Herbert, valižanski pesnik († 1633)
- 11. november - Andrej Kobav, slovenski jezuit, teolog, kronolog, matematik († 1654)

## Smrti
- 30. maj - Christopher Marlowe, angleški dramatik, pesnik, prevajalec (* 1564)

Neznan datum
- Hasan Paša Predojević, beglerbeg Bosanskega pašaluka (* 1530)
- Li Šidžen, kitajski zdravnik, avtor farmakologije Bencao gangmu (* 1518)